# Jesep

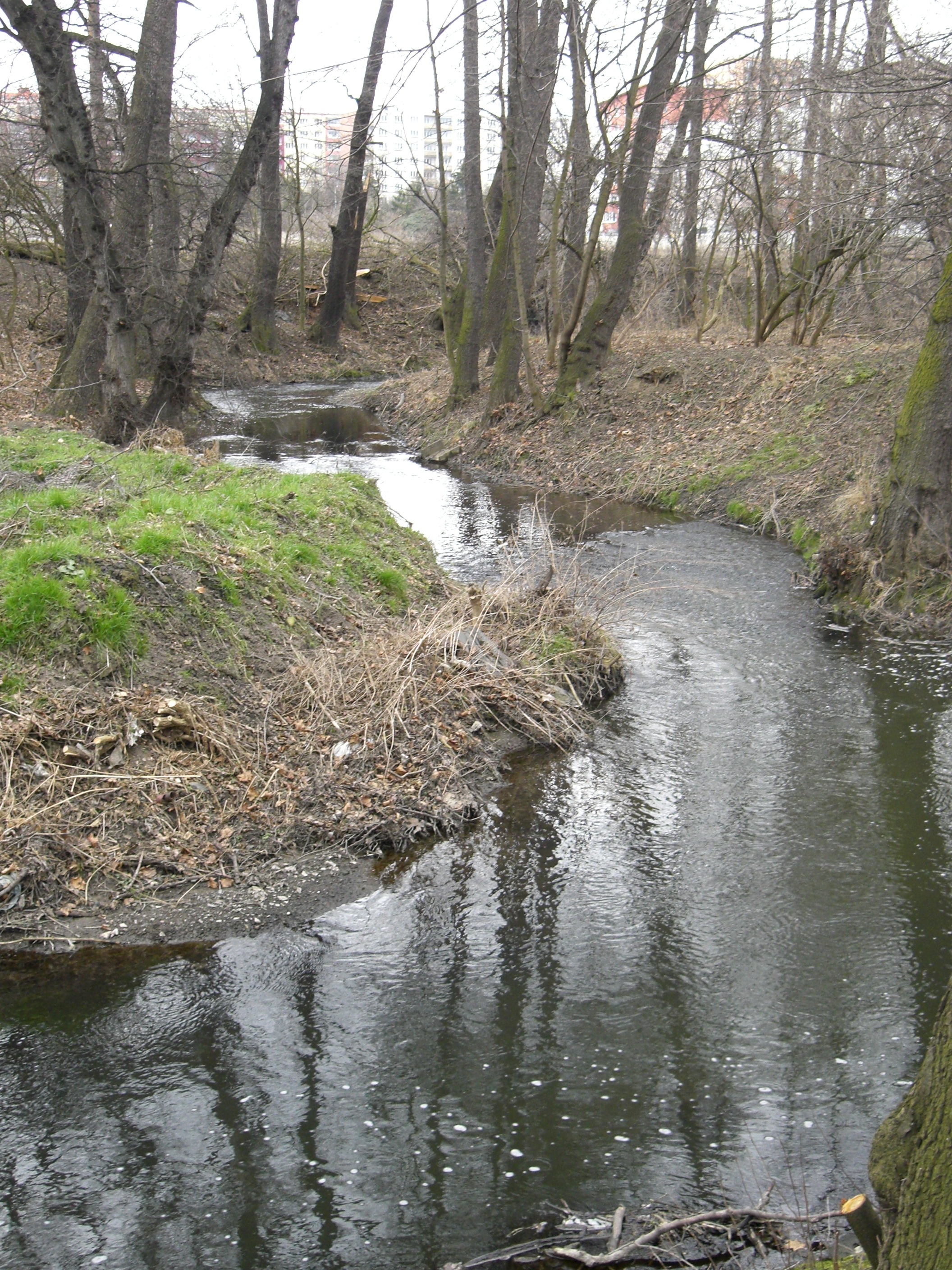
Na levé straně se nachází jesep, který je částečně pokrytý již postupující vegetací

Jesep je mírně skloněný a vypouklý břeh řeky, na kterém se postupně hromadí nános (náplava) transportovaného materiálu. Tvoří se u vnitřního (konvexního) břehu v meandru vodního toku v důsledku menší délky, jež voda musí v této části překonat (a tedy i menší rychlosti proudění a usazování). Na druhé straně naproti jesepu vzniká výsep, kde je materiál odebírán.
Jesepy jsou charakteristické pro oblasti středního toku řeky, kde voda má ještě značnou unášecí schopnost.